# Московченко Володимир Петрович
Володи́мир Петро́вич Моско́вченко (* 16 (29) квітня 1909, Катеринослав — † 17 січня 1970, Донецьк) — український театральний художник, 1954 — заслужений діяч мистецтв УРСР, двічі кавалер ордена Червоної Зірки.

## Життєпис
1931 року закінчив Київський художній інститут.
Працював у Донецьку — в 1934—1941 — у Донецькому українському драматичному театрі ім. Артема.
В цьому часі оформив вистави:
- 1934 — «Дівчата нашої країни» Івана Микитенка,
- 1935 — «Платон Кречет» Олександра Корнійчука,
- 1941 — «Кремлівські куранти» Миколи Погодіна.

З 1946 року — в Донецькому театрі опери та балету.
З оформлених ним вистав цього часу:
- 1951 — «Богдан Хмельницький» Кирила Данькевича,
- 1951 — «Мазепа» Петра Чайковського,
- 1956 — «Тихий Дон» Івана Дзержинського.

1965 року здійснив розпис фоє Палацу культури Ясинівського коксохімічного заводу в Макіївці.